# From the World of John Wick: Ballerina
From the World of John Wick: Ballerina ist ein US-amerikanischer Actionfilm von Regisseur Len Wiseman, der am 5. Juni 2025 in die deutschen und am darauffolgenden Tag in die US-amerikanischen Kinos kam. Es handelt sich um ein Spin-off zur John-Wick-Filmreihe, in dem Ana de Armas die titelgebende Hauptrolle einer Auftragskillerin verkörpert, die sich an den Mördern ihres Vaters rächen möchte.

## Handlung
Die junge Tänzerin Eve Macarro muss als Kind mitansehen, wie ihr Vater Javier von unbekannten Männern unter dem Befehl des sogenannten „Kanzlers“ ermordet wird. Die Angreifer wollen sie entführen, doch Eve kann entkommen und wird später vom Continental-Manager Winston aufgelesen. Dieser übergibt sie in die Obhut der Verbrecherorganisation Ruska Roma, wo Eve nicht nur im klassischen Ballett unterrichtet, sondern auch im Nahkampf trainiert und zur Auftragskillerin ausgebildet wird. Nach zwölf Jahren ist sie bereit, in die Verbrecherwelt einzusteigen und erledigt erfolgreich ihre ersten Aufträge für die Ruska Roma. Die Präsenz einer neuen Agentin ruft schon bald auch die für den Tod ihres Vaters verantwortliche Organisation auf den Plan, deren Tötungsversuch fehlschlägt.
Eve entscheidet sich dazu, Rache für den Tod ihres Vaters nehmen zu wollen, und sucht entgegen dem Willen der Ruska-Roma-Direktorin das Continental-Hotel auf. Dort offenbart ihr der Manager Winston Scott, dass es sich bei der Organisation um eine Sekte außerhalb des Systems handelt, das sich an keinerlei Regeln hält. Da sich ein Mitglied ebenjener Organisation aktuell im Prager Continental aufhält, reist Eve nach Europa, wo sie den ehemaligen Sekten-Anhänger Daniel Pine aufspüren kann. Dieser versteckt sich mit seiner kleinen Tochter Ella vor dem Kanzler und seinen Gefolgsleuten – ebenso wie einst Eve und ihr Vater –, da das Verlassen der Organisation den Mitgliedern nicht gestattet ist.
Eve und Daniel verbünden sich gegen die Angreifer, doch Ella wird von den Gefolgsleuten des Kanzlers entführt und Daniel schwer verletzt. Die Auftragskillerin entschließt sich dazu, das Kind retten zu wollen, und macht den Hauptsitz der Sekte im österreichischen Hallstatt ausfindig. Wie sich herausstellt sind vor Ort alle Anwohner Mitglieder der Verbrecherorganisation, darunter auch Lena, Eves ältere Schwester. Während diese versucht, Eve zu rekrutieren, entschließt sich der Kanzler dazu, das gesamte Gebäude in die Luft zu jagen, wobei Lena tödlich verletzt wird. Verärgert ruft er bei der Ruska Roma an und droht mit einem Krieg, sollte Eve nicht aufgehalten werden.
Die Direktorin entsendet daraufhin John Wick, der den Konflikt bis Mitternacht beenden soll. Im Kampf mit Eve gewinnt er die Oberhand, verschont seine Kontrahentin jedoch, als er hört, dass sie sich nur am Mörder ihres Vaters rächen möchte. John gewährt ihr bis zum Ablauf seiner eigenen Frist Zeit, ihre Geschäfte zu erledigen, und hält Eve sogar den Rücken frei. Kurz vor Mitternacht kann die Auftragskillerin den Kanzler schließlich stellen, der sich als Vater von Daniel Pine zu erkennen gibt und angibt, dass sein Tod nichts ändern würde, da die Organisation fortbesteht. Dennoch erschießt Eve ihn und bringt die befreite Ella zurück zu ihrem Vater. Für ihre Taten setzt die Sekte später ein hohes Kopfgeld auf sie aus.

## Produktion

### Entstehung und Stab
Der Actionfilm Ballerina wurde vom US-amerikanischen Drehbuchautor Shay Hatten geschrieben, dessen Skript 2017 auf Hollywoods Black List der besten umverfilmten Drehbücher landete. Als Inspirationsquellen dienten ihm unter anderem die Fernsehserie Nikita und hyperstilisierte Werke von Quentin Tarantino und Matthew Vaughn. Der damals 23-jährige Hatten bot das fertige Drehbuch verschiedenen US-amerikanischen Produktionsunternehmen zum Kauf an. Lionsgate konnte sich in einem Bietergefecht gegen Warner Bros. und Universal durchsetzten und verfolgte fortan den Plan, Ballerina als Spin-off in seine John-Wick-Reihe einzugliedern. Infolgedessen wurde Hatten ins Autorenteam von John Wick: Kapitel 3 aufgenommen, wo er erste Hinweise auf den Ableger einbauen durfte.
Im Oktober 2019 wurde Len Wiseman als Regisseur verpflichtet. Als Produzenten fungierten Basil Iwanyk, Erica Lee und John-Wick-Schöpfer Chad Stahelski, während Keanu Reeves und Kaley Smalley als Executive Producer tätig waren. Stahelski überarbeitete später gemeinsam mit Hatten und Wiseman das Drehbuch und gab an, dass man mit Ballerina vom aus den John-Wick-Filmen bekannten Gun-Fu abweichen und eine eigene Art der Action inszenieren wolle, auch um dem Zuschauer so etwas Frisches zu bieten.

### Besetzung und Dreharbeiten
Im Jahr 2020 wurde zunächst Chloë Grace Moretz als Auftragskillerin Eve Macarro gehandelt, ehe die Hauptrolle zwei Jahre später an Ana de Armas ging. Ihre Beteiligung am Film machte diese auch von der Bedingung abhängig, eine weibliche Autorin verpflichten zu dürfen, die das Drehbuch noch einmal überarbeiten sollte. Nach Gesprächen mit mehreren Kandidatinnen entschied sich de Armas schließlich für die Oscarpreisträgerin Emerald Fennell. In einer weiteren zentralen Rolle verkörpert Anjelica Huston abermals die in John Wick: Kapitel 3 eingeführt Direktorin der Verbrecherorganisation Ruska Roma, während auch Keanu Reeves, Ian McShane und Lance Reddick in ihren Rollen als John Wick, Hotelmanager Winston Scott und Concierge Charon erneut übernahmen. Als Neuzugänge schlossen sich Gabriel Byrne als Antagonist Der Kanzler, Norman Reedus als dessen Sohn Daniel Pine, Catalina Sandino Moreno als Eves Schwester Lena, David Castañeda als ihr Vater Javier und Sharon Duncan-Brewster als Ruska-Roma-Ausbilderin Nogi der Besetzung an.

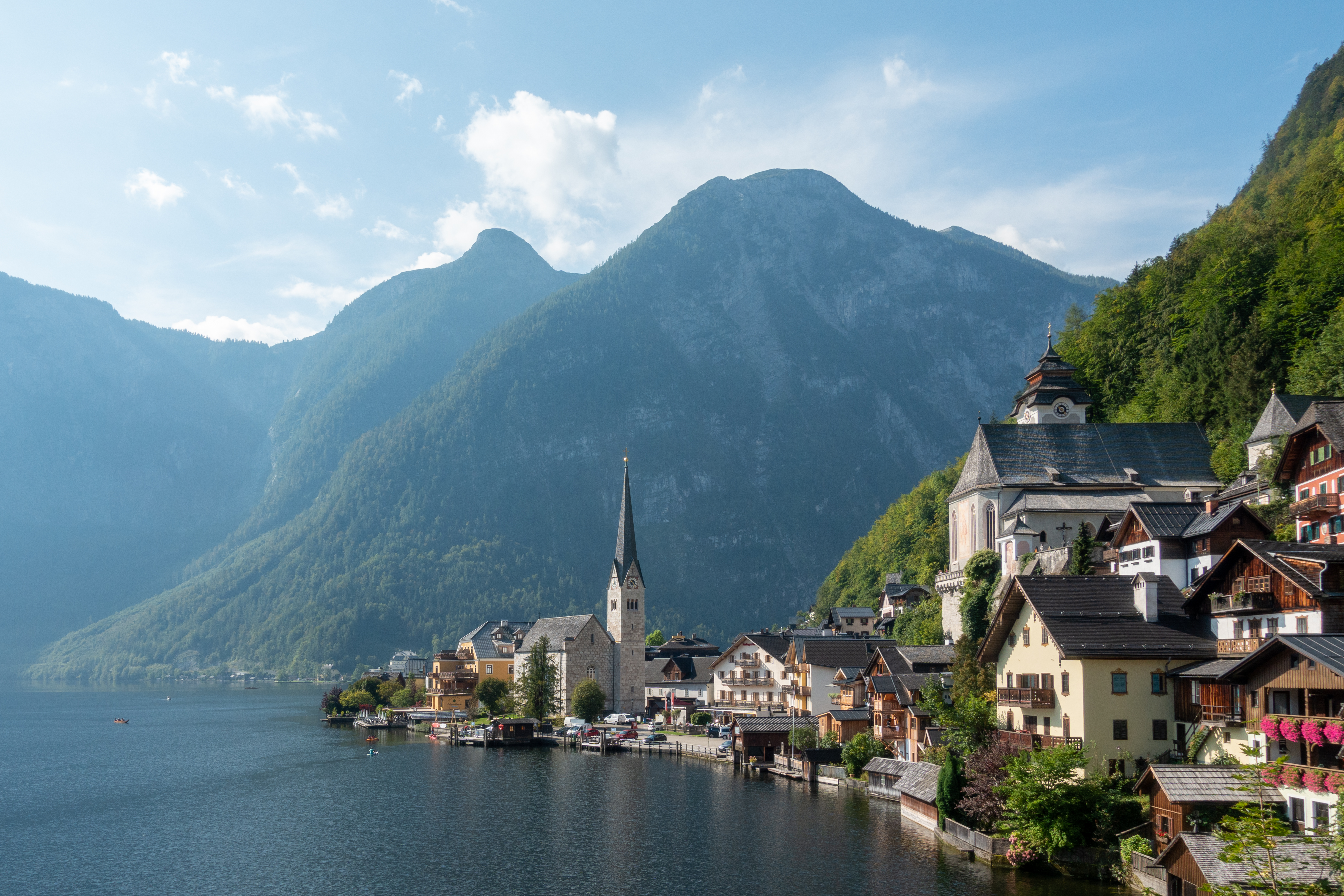
Der Drehort Hallstatt in Oberösterreich

Die Dreharbeiten mit Kameramann Romain Lacourbas erfolgten vom 7. November 2022 bis zum 5. Februar 2023 in der tschechischen Hauptstadt Prag. Zu den Drehorten in der Innenstadt zählten unter anderem das Hotel Opera, der Bahnhof Masarykovo nádraží und das Nationaltheater. Weitere Aufnahmen entstanden in der Altstadt von Štramberk in Mähren und in Hallstatt in Oberösterreich. Das Budget bewegte sich dabei in einem Rahmen von 50 bis 80 Millionen US-Dollar. Vom Prager Foundation Audiovisual Fund erhielt das Filmprojekt finanzielle Zuschüsse von rund 90.000 US-Dollar; weitere Gelder wurde vom Czech Film Fund bereitgestellt. Die Filmmusik komponierten abermals die langjährigen John-Wick-Veteranen Tyler Bates und Joel J. Richard. Daneben steuerten die Rockband Evanescence in Zusammenarbeit mit der Sängerin K. Flay den Song Fight Like A Girl und Halsey gemeinsam mit Evanescence-Sängerin Amy Lee den Song Hand That Feeds zum Soundtrack bei.

### Veröffentlichung
Erstes Bildmaterial wurde im April 2024 exklusiv auf der CinemaCon vorgestellt und ein Trailer am 26. September 2024 veröffentlicht. Ballerina sollte ursprünglich bereits im Juni 2024 in die Kinos kommen, ehe der US-Starttermin auf den 6. Juni 2025 verschoben wurde, um die Realisation zusätzlicher Actionszenen unter Aufsicht von Chad Stahelski zu ermöglichen. Bereits einen Tag zuvor lief der Film in den deutschen und russischen Kinos an, womit es sich bei Ballerina um die erste größere Hollywood-Produktion nach über drei Jahren handelte, die seit Beginn des Überfalls auf die Ukraine in Russland veröffentlicht wurde.

## Synchronisation
Die deutschsprachige Synchronisation entstand nach einem Dialogbuch und unter der Dialogregie vom Timmo Niesner bei RC Production.
| Rolle          | Darsteller              | Synchronsprecher     |
| -------------- | ----------------------- | -------------------- |
| Eve Macarro    | Ana de Armas            | Alice Bauer          |
| Eve Macarro    | Victoria Comte (jung)   | Romina Köhler        |
| Der Kanzler    | Gabriel Byrne           | Reinhard Kuhnert     |
| Die Direktorin | Anjelica Huston         | Marianne Groß        |
| John Wick      | Keanu Reeves            | Benjamin Völz        |
| Winston Scott  | Ian McShane             | Klaus-Dieter Klebsch |
| Charon         | Lance Reddick           | Oliver Siebeck       |
| Daniel Pine    | Norman Reedus           | Tommy Morgenstern    |
| Nogi           | Sharon Duncan-Brewster  | Sanam Afrashteh      |
| Lena Macarro   | Catalina Sandino Moreno | Manja Doering        |
| Javier Macarro | David Castañeda         | Florian Hoffmann     |
| Ella Pine      | Ava Joyce McCarthy      | Amadea Lipke         |

## Rezeption

### Kritiken
Ballerina konnte 76 % der 297 bei Rotten Tomatoes gelisteten Kritiker überzeugen und erhielt auf Metacritic basierend auf 49 Rezensionen einen Metascore von 59 Punkten.
Als unterhaltsames und ultragewalttätiges Spin-off, das sich als würdige Ergänzung zum John-Wick-Universum erweise, wird Ballerina von Owen Gleiberman in seiner Filmkritik für Variety beschrieben. Obwohl die chaotische Rachegeschichte natürlich purer Trash sei, strahle die ausdrucksstarke Hauptdarstellerin Ana de Armas eine innere Ruhe und Gelassenheit aus, die an jene von Keanu Reeves erinnere. Auch David Rooney vom Hollywood Reporter urteilt, dass insbesondere de Armas in einem knallharten Spin-off glänze, das nichts weiter als hirnlose Sommerunterhaltung mit viel Stil sei. Der Film folge schematisch zwar der John-Wick-Vorlage und tausche eigentlich nur Keanu Reeves gegen eine weibliche Hauptfigur aus, doch die Reihe hätte auch nie vorgegeben, mehr zu sein. Die Hauptattraktion seien auch weiterhin die aufwändig choreografierten Kampfszenen, die Ballerina in Kombination mit gelegentlichen Momenten trockenem Humors zu einer willkommenen Erweiterung des Universums machen würden.
Peter Bradshaw attestiert der Hauptdarstellerin Ana de Armas in seiner Filmkritik für den Guardian, nach ihrem Auftritt in James Bond 007: Keine Zeit zu sterben mit Ballerina abermals unter Beweis zu stellen, dass sie Action könne. Mit der nötigen Albernheit und einer intelligenten Leinwandpräsenz mache sie dabei als temperamentvolle Attentäterin Spaß. Bradshaw bemängelt hingegen ihre fehlende Verbindung zum für Verwirrung sorgenden Filmtitel und hoffe, de Armas in zukünftigen Fortsetzungen mit mehr Bezug zum Ballett zu sehen. Auch für Amy Nicholson von der Los Angeles Times gebe de Armas alles für den Film und überzeuge als ausdrucksstarke Killerin. Ihre Kampfchoreografien seinen wie immer fantastisch und Ballerina insgesamt voller Stil, auch wenn die langweilige Handlung von schlechten Dialogen geprägt sei. Dennoch wäre das John-Wick-Universum auch in seiner schwächsten Form immer noch besser als viele Actionfilme.
Deutlich kritischer zeigt sich hingegen Jeannette Catsoulis von der New York Times, wo sie Ballerina als einfallslosen Versuch bezeichnet, noch mehr Profit aus dem John-Wick-Universum zu schlagen. Der Film arbeite dabei nur die Checkliste bekannter Motive aus der fiktiven Welt ab und reihe eine luxuriöse Massenmordorgie an die nächste. Die Kampfszenen seien dabei zwar unglaublich kreativ und perfekt ausgeführt, würden allerdings nur vereinzelt für kurze Momente der Gravitas unterbrochen werden. Ballerina bleibe dadurch beleidigend oberflächlich und lasse nur wenig Raum für Nuancen, Persönlichkeit oder Humor. Auch Ana de Armas spiele zwar nahe an der körperlichen Perfektion, aber mit einer langweiligen Darbietung.
Enttäuschte Worte findet auch Christoph Dobbitsch vom Filmdienst, für den Ballerina keine großen Experimente eingehe, sondern nur um ikonische Momente der eigenen Filmreihe tänzle. Das Endergebnis sei insgesamt zwar nicht so chaotisch, wie man es nach den Nachdrehs hätte befürchten müssen, doch die Nähte des Flickenteppichs seien an vielen Stellen nicht zu übersehen. Themen würden dabei aufgegriffen und wieder fallen gelassen werden, Figuren im Nirgendwo verschwinden und die Stuntchoreografie mit größerer Sorgfalt als die Dialoge konzipiert werden. Auch die enge Bindung zur John-Wick-Reihe werde für den Film zunehmend zur Last, da Ballerina der Komplexität des Universums gerecht werden und die Handlung um diese herum biegen müsse. Die Geschichte der Hauptfigur werde so jener von John Wick untergeordnet, während der Film auch kein Interesse daran habe, ihr mehr Tiefe als nötig zu verleihen.

### Einspielergebnis
Am Startwochenende blieb Ballerina in den Vereinigten Staaten hinter den prognostizierten Erwartungen zurück, belegte mit einem Einspielergebnis von rund 25 Millionen US-Dollar aber immer noch den zweiten Platz der US-amerikanischen Kino-Charts hinter der Disney-Realverfilmung Lilo & Stitch. Auch in Deutschland lief das Spin-off nur mittelmäßig in den Kinos an und verzeichnete zum Start rund 135.000 Besucher. Die weltweiten Einnahmen aus Kinovorführungen belaufen sich auf 132,3 Millionen US-Dollar, von denen Ballerina allein 58,1 Millionen im nordamerikanischen Raum erwirtschaften konnte. In Deutschland verzeichnete der Film insgesamt 362.934 Kinobesucher.

### Auszeichnungen
Critics’ Choice Super Awards 2025
- Nominierung als Beste Schauspielerin in einem Actionfilm (Ana de Armas)[46]